# Tipula (Lunatipula) bisetosa bisetosa
Tipula (Lunatipula) bisetosa bisetosa is een ondersoort van de tweevleugelige Tipula (Lunatipula) bisetosa uit de familie langpootmuggen (Tipulidae). De ondersoort komt voor in het Nearctisch gebied.